# Boris Gnedenko
Boris Vladimirowitsj Gnedenko (Russisch: Борис Владимирович Гнеденко) (Simbirsk, 1 januari 1912 - Moskou, 27 december 1995) was een Russische wiskundige op het gebied van de kansrekening.
De familie van Gnedenko stamt uit Oekraïne. Gnedenko ging op z'n 15e studeren aan de universiteit van Saratow, op aanbeveling van de minister van Cultuur Lunatscharski. In 1930 studeerde hij daar af en werd leraar bij het Textielinstituut in Iwanowo. In 1934 kreeg hij een studiebeurs voor de Lomonossow-universiteit in Moskou, en studeerde bij Kolmogorov en Khintschin, met wie hij ook bevriend werd. Hij habiliteerde in 1942 en werd hoogleraar in Moskou. Vanaf 1945 werkte hij bij het wiskunde-instituut van de Oekraïense Academie der Wetenschappen. Vanaf 1960 was hij tot zijn dood in 1995 weer hoogleraar in Moskou aan de faculteit voor wiskunde en mechanica.
Gnedenko was een van de leidende vertegenwoordigers van de Russische school voor de kansrekening en statistiek. Hij wijdde zich aan de toepassingen daarvan op industriële massaproductie. Ook schreef hij over de geschiedenis van de wiskunde in Rusland (1942) en samen met Sheynin het gedeelte over de geschiedenis van de kansrekening in de "Geschiedenis van de wiskunde" van Kolmogorov und Juschkewitsj (1992).

## Publicaties
- met Kolmogorov: Grenzverteilungen von Summen unabhängiger Zufallsgrößen. 2. Auflage. Akademie Verlag, Berlijn 1960.
- met Vladimir S. Koroljuk en Jekaterina L. Juščenko: Elemente der Programmierung. Teubner, Leipzig 1964.
- met Juri K. Beljajew en Alexander D. Solowjew: Mathematische Methoden der Zuverlässigkeitstheorie. Akademie Verlag, Berlijn 1968.
- met Igor N. Kowalenko: Einführung in die Bedienungstheorie. Akademie Verlag, Berlijn 1971.
- met Khintschin: Elementare Einführung in die Wahrscheinlichkeitsrechnung. 12. Auflage. Deutscher Verlag der Wissenschaften, Berlijn 1983.
- Lehrbuch der Wahrscheinlichkeitstheorie. 10. Auflage. Deutsch, Thun, Frankfurt am Main 1997, ISBN 3-8171-1531-8.